# 基督教研究
『基督教研究』（キリストきょうけんきゅう）は、同志社大学神学部内基督教研究会が発行する、キリスト教神学の学術雑誌。1923年11月に創刊され、年2回のペースで発行されている。

## 歴史
『基督教研究』以前の神学研究雑誌としては杉浦貞二郎の『神学研究』、青山学院・関西学院両神学部の共同編集による『神学評論』があったが、いずれも現存していない。
1920年に同志社大学が大学令によって設立認可され、文学部神学科（のちの神学部）が日本初の大学レベルの神学教育機関として発足した。編集主任の大塚節治は創刊目的として次の3点を挙げている。
1. 自分たちの勉強のため。
2. 同志社大学神学科の存在を世に知らしめるため。
3. キリスト教全体の立場から有力な雑誌を出すことが必要。

会員制雑誌として当初は年3回、第8巻から年4回発行した（現在は年2回）。初期の後援者として、杉浦儀一郎、西尾幸太郎、高木貞衛、安東長義などがいる。太平洋戦争中に学術雑誌の休刊が相次ぐ中でも職能雑誌哲学雑誌部門専門分科誌として発行継続が認められた。1958年から英文号 Studies in the Christian Religion も数回発行された。